# Азяш
Азяш — река в России, протекает по Челябинской области. Устье реки находится на 903-м км левого берега реки Уфа. Длина реки составляет 21 км.
Система водного объекта: Уфа → Белая → Нижнекамское водохранилище → Кама → Волга → Каспийское море.

## Данные водного реестра
По данным государственного водного реестра России относится к Камскому бассейновому округу, водохозяйственный участок реки — Уфа от истока до Долгобродского гидроузла, речной подбассейн реки — Белая. Речной бассейн реки — Кама.
Код объекта в государственном водном реестре — 10010200812111100020113.

## Азяш-Уфимский завод
На реке Азяш Н. Н. Демидовым с 1759 года планировалось построить чугунно-плавильный и железоделательный завод, но из-за маловодности реки завод был заложен у устья реки на берегу Уфы и назван Азяш-Уфимским заводом. Из-за действий пугачёвцев, а также конкуренции с Уфалейскими и Сергинскими заводами, заводу не суждено было развиться и он ликвидирован в 1802 году.